# هواسونگ-۱۸
هواسونگ-۱۸ (به کره‌ای:《화성포-18) یک موشک بالستیک قاره‌پیما با سوخت جامد ساخت کره شمالی است. این اولین موشک قاره‌پیما سوخت جامد است که توسط کره شمالی ساخته شده است و اولین بار در رژه ۸ فوریه ۲۰۲۳ به مناسبت هفتاد و پنجمین سالگرد تأسیس ارتش خلق کره رونمایی شد. اولین پرتاب این موشک در ۱۳ آوریل ۲۰۲۳ انجام شد.

## تاریخچه
رهبر کره شمالی کیم جونگ اون برای اولین بار در ژانویه ۲۰۲۱ به توسعه یک موشک بالستیک قاره‌پیما سوخت جامد اشاره کرد که به عنوان بخشی از برنامه توسعه تسلیحاتی پنج ساله کره شمالی محسوب میشد. در رژه ۸ فوریه ۲۰۲۳ به مناسبت هفتاد و پنجمین سالگرد ارتش خلق کره، چهار پرتابگر متحرک ۹ محوره که به نظر می‌رسید موشک های بالستیک قاره‌پیمای سوخت جامد را حمل می‌کردند، به نمایش گذاشته شد. این موشک ها را در محفظه های بزرگ حمل می کردند تا آنها را با سیستم موشک‌انداز عمودی پرتاب کنند تا قبل از اشتعال در مرحله اول به بیرون پرتاب شوند تا پرتابگر از آسیب ناشی از پرتابهٔ اگزوز آسیب نبیند. نام این موشک ها در رژه گفته نشد، اما به وضوح طراحی متفاوتی با مدل های قبلی که به نمایش گذاشته شده بودند داشت.

### پرتاب های آزمایشی
| آزمایش | تاریخ                                  | مکان                                                                                         | اطلاعیه قبل از پرتاب | نتیجه | یادداشت های اضافی |
| ------ | -------------------------------------- | -------------------------------------------------------------------------------------------- | -------------------- | ----- | --- |
| ۱      | ۱۳ آوریل ۲۰۲۳ ۷:۲۲ وقت محلی پیونگ یانگ | شهرستان کانگدونگ, پیونگ یانگ ۳۹°۰۶′۴۳″شمالی ۱۲۵°۵۹′۵۱″شرقی / ۳۹٫۱۱۱۸۳۲°شمالی ۱۲۵٫۹۹۷۶۱۸°شرقی | هیچ                  | موفق  | اولین پرواز آزمایشی هواسونگ-۱۸، با اوج حدود ۳۰۰۰ کیلومتر و مسافت پروازی حدود ۱۰۰۰ کیلومتر. کیم جونگ اون بر پرتاب نظارت داشت.  |
| ۲      | ۱۲ جولای ۲۰۲۳                          | شهرستان کانگدونگ, پیونگ یانگ ۳۹°۰۶′۴۳″شمالی ۱۲۵°۵۹′۵۱″شرقی / ۳۹٫۱۱۱۸۳۲°شمالی ۱۲۵٫۹۹۷۶۱۸°شرقی | هیچ                  | موفق  | دومین پرواز آزمایشی هواسونگ-۱۸، با اوج ۶۶۴۸ کیلومتر و مسافت پروازی ۱۰۰۱ کیلومتر. کیم جونگ اون بر پرتاب نظارت داشت..           |
| ۳      | ۱۸ دستمبر ۲۰۲۳                         | شهرستان کانگدونگ, پیونگ یانگ ۳۹°۰۶′۴۳″شمالی ۱۲۵°۵۹′۵۱″شرقی / ۳۹٫۱۱۱۸۳۲°شمالی ۱۲۵٫۹۹۷۶۱۸°شرقی | هیچ                  | موفق  | سومین پرواز آزمایشی هواسونگ-۱۸. پرواز به مدت ۷۳ دقیقه، حداکثر ارتفاع بیش از ۶۵۱۸ کیلومتر، ۱۰۰۲ کیلومتر مسیر پروازی را طی کرد. |